# 哈斯柯伊 (穆什省)
哈斯柯伊是土耳其的城鎮，由穆什省負責管轄，位於該國東部，面積227平方公里，海拔高度1,850米，主要經濟活動有農業和畜牧業，2008年人口14,480。
38°41′11″N 41°41′37″E / 38.68639°N 41.69361°E